# Mladecko
Mladecko (dříve též Mladotice nebo Mladosice; německy Mladetzko, polsky Mładeczko) je obec v okrese Opava v Moravskoslezském kraji. Součástí obce je i osada Mladecký Dvůr. Žije zde 152 obyvatel. Protéká jí říčka Hvozdnice.

## Název
Tvar Mladotsdorf doložený roku 1250 je německá úprava českého Mladotice známého z mladších dokladů (poprvé 1265). Původně se jednalo o pojmenování obyvatel vsi, Mladotici, které bylo odvozeno od osobního jména Mladota a znamenalo „Mladotovi lidé“. Z roku 1464 je doloženo ojedinělé Mladkov. V 16. století byla vesnice opuštěna a ke jménu byla připojena přípona -sko (výsledný tvar byl ovlivněn přídavným jménem mladecký), což bylo u pustých vsí běžné. Tato přípona zůstala i po znovuosídlení vsi.

## Historie
První písemná zmínka o obci pochází z roku 1250, kdy byla obec uváděna jako součást stěbořického statku. Na konci 17. století byl v obci postaven zámek, jenž byl ale v roce 1772 zbořen. Tento zámek byl v roce 1711 popisován jako čtvercová patrová budova s pokoji v přízemí, pavlačí a sálem v prvním patře, již v této době však majitelé Mladecka sídlili spíše v panském domě, který byl součástí nedalekého hospodářského statku Mladecký Dvůr a zámek přímo v obci sloužil spíše reprezentativním účelům. Na počátku 19. století byl postaven nový zámek v části Mladecký Dvůr.

## Obyvatelstvo
| Rok            | 1869 | 1880 | 1890 | 1900 | 1910 | 1921 | 1930 | 1950 | 1961 | 1970 | 1980 | 1991 | 2001 | 2011 | 2021 |
| -------------- | ---- | ---- | ---- | ---- | ---- | ---- | ---- | ---- | ---- | ---- | ---- | ---- | ---- | ---- | ---- |
| Počet obyvatel | 352  | 330  | 357  | 415  | 369  | 324  | 319  | 245  | 263  | 234  | 189  | 159  | 164  | 149  | 135  |
| Počet domů     | 57   | 62   | 53   | 53   | 49   | 60   | 73   | 61   | 57   | 59   | 51   | 61   | 54   | 60   | 66   |

## Obecní správa
Mezi lety 1869–1978 Mladecko bylo obcí v okrese Opava. Od 1. ledna 1979 do 31. srpna 1990 patřilo jako část městyse k Litultovicím a od 1. září 1990 je opět samostatnou obcí.

### Obecní symboly
Znak a vlajka byly obci uděleny rozhodnutím předsedy Poslanecké sněmovny Parlamentu České republiky dne 21. června 1999.

## Společnost
Nachází se zde základní škola s jídelnou, pobočka Pošty Partner, prodejna potravin, knihovna. V obci je zaveden plyn, vodovod, kanalizace a elektrická energie.

## Doprava
Vesnici prochází silnice I. třídy I/46 a železniční trať Opava východ – Svobodné Heřmanice na které leží železniční zastávka Mladecko. 

## Pamětihodnosti
- Zámek Mladecko – v části Mladecký Dvůr
- Kaple svatého Josefa – postavena roku 1882
- Roubené stavení č.p. 44 – roubený dům východosudetského typu z roku 1830[10]
- Pomník Osvobození Mladecka z roku 1955

## Galerie

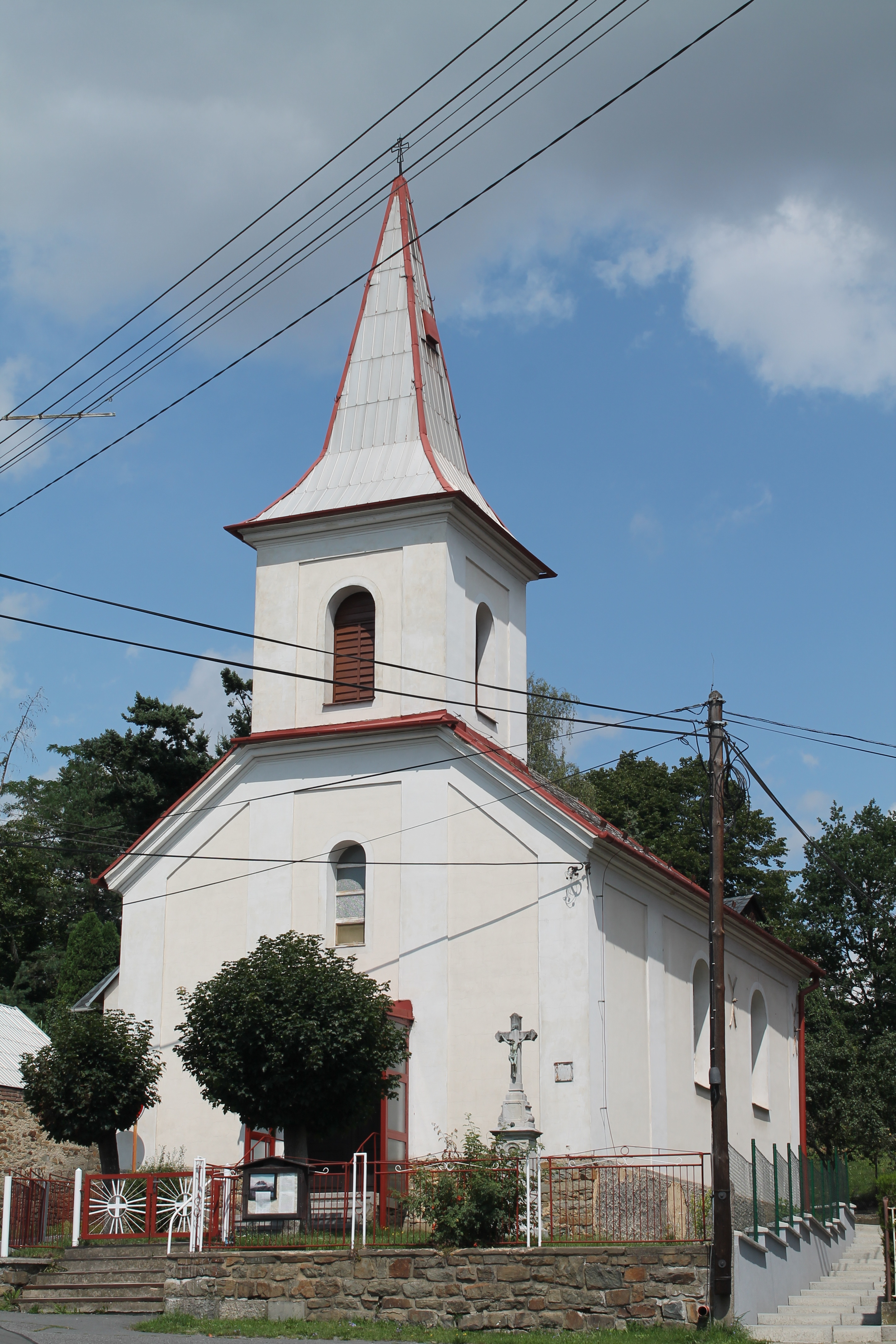
Kaple svatého Josefa
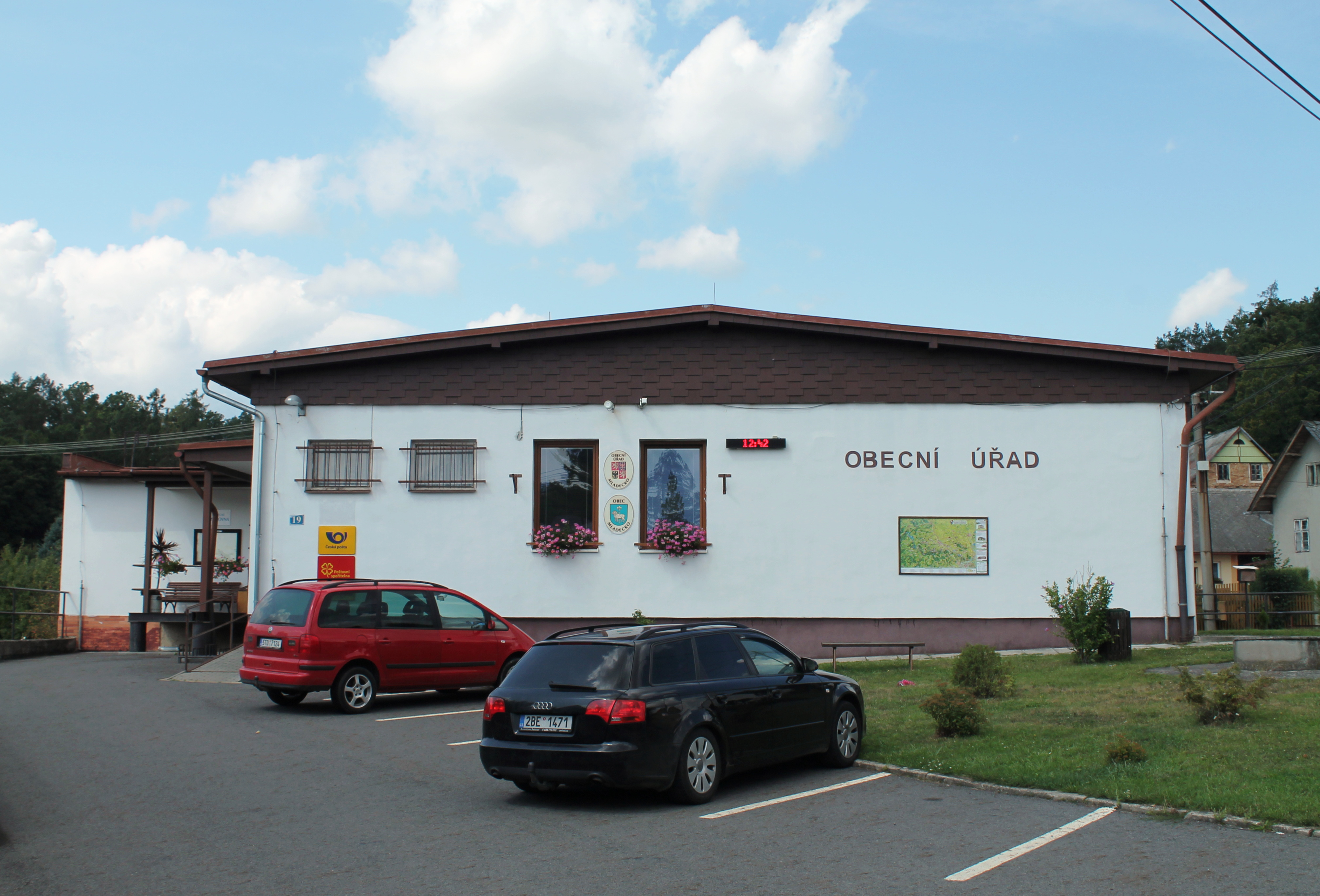
Obecní úřad
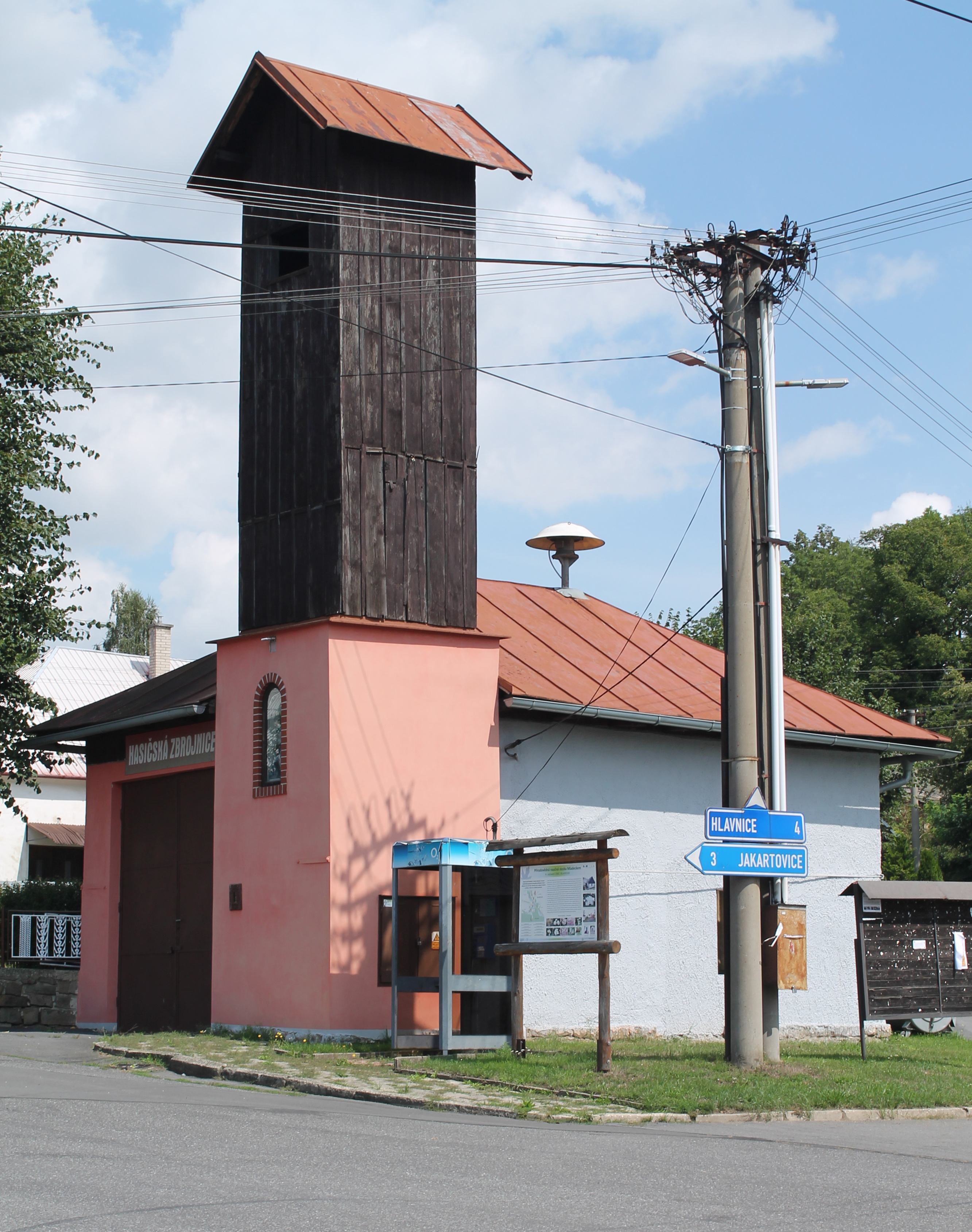
Hasičská zbrojnice
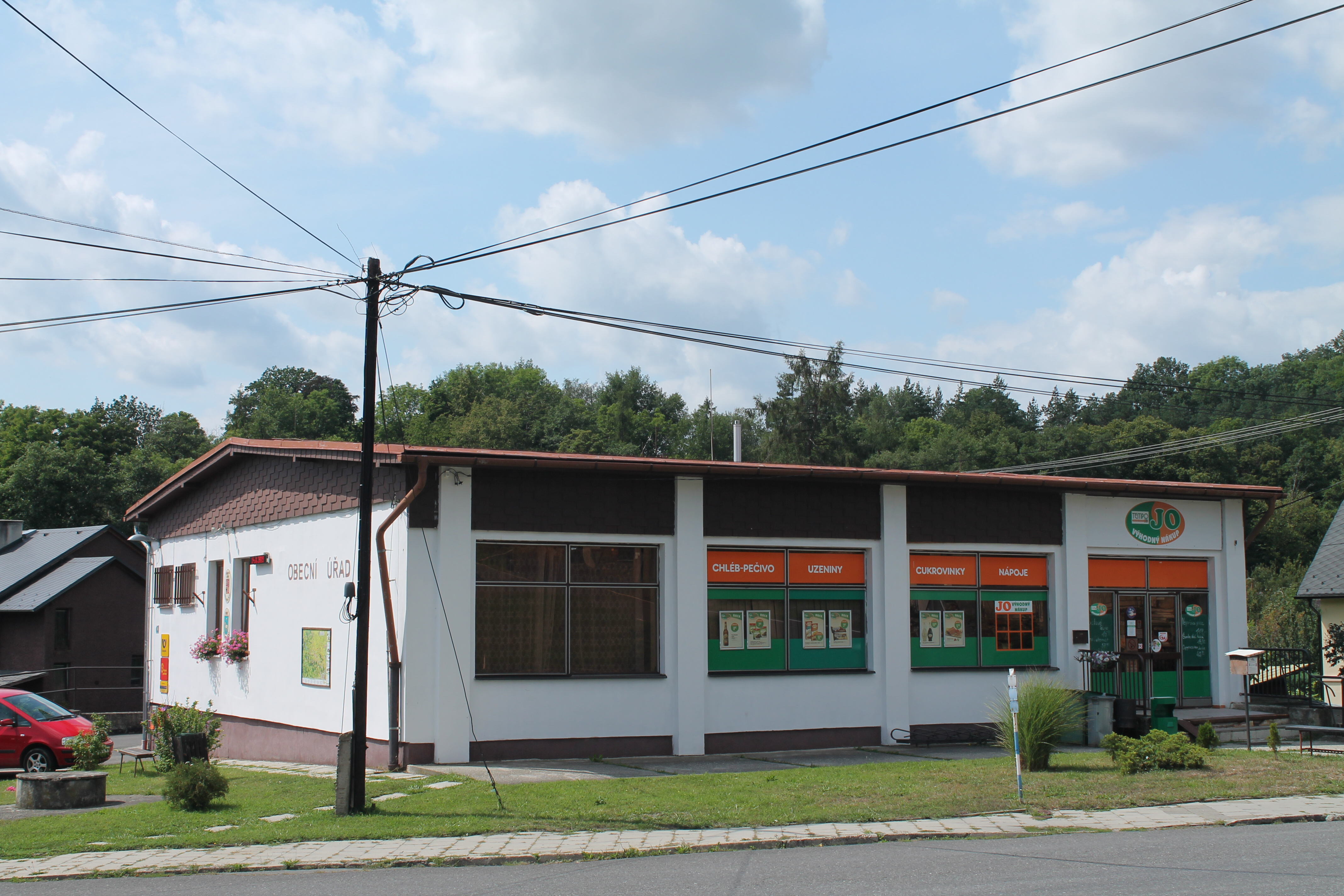
Obchod na návsi
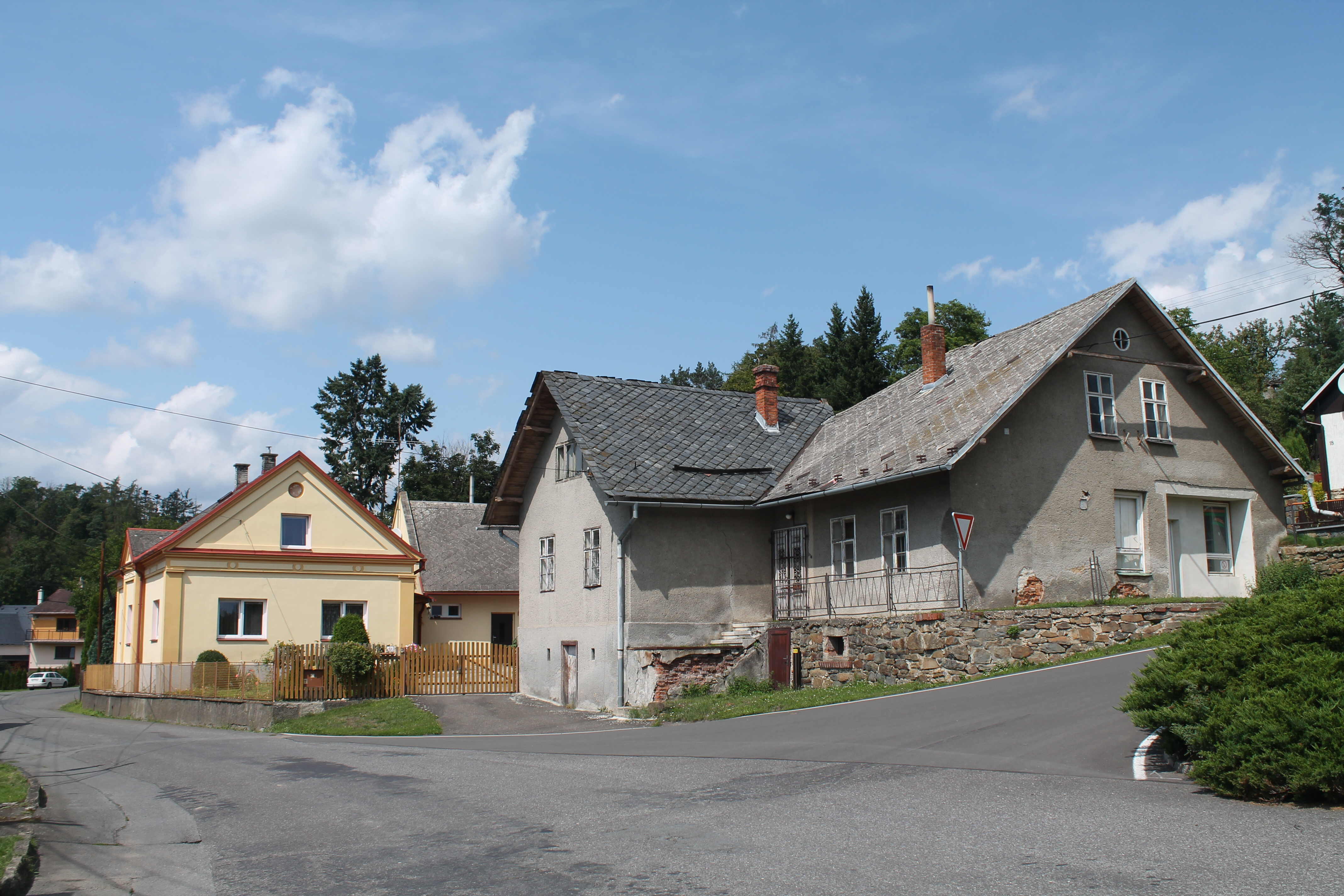
Západní část návsi
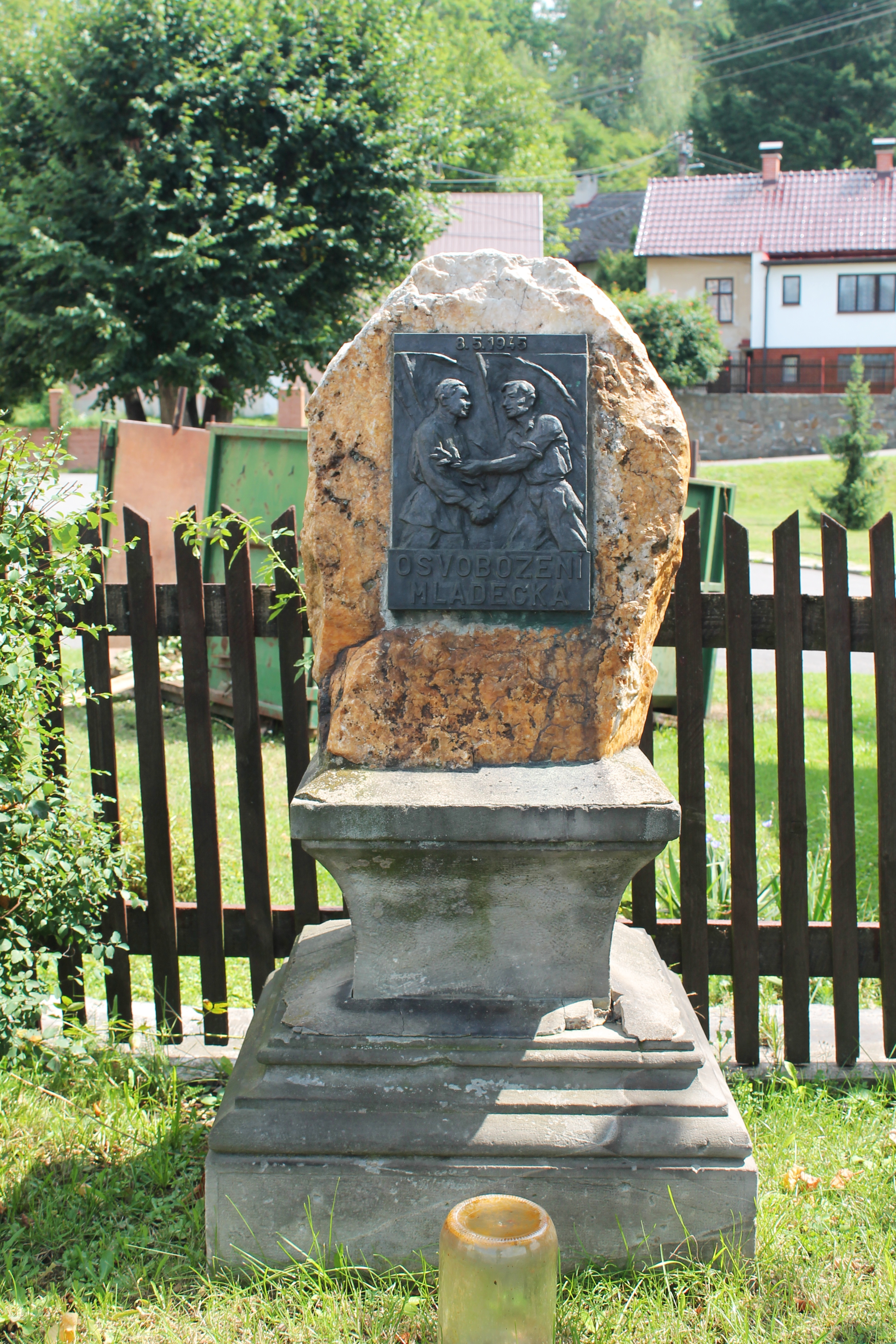
Pomník osvobození obce v roce 1945
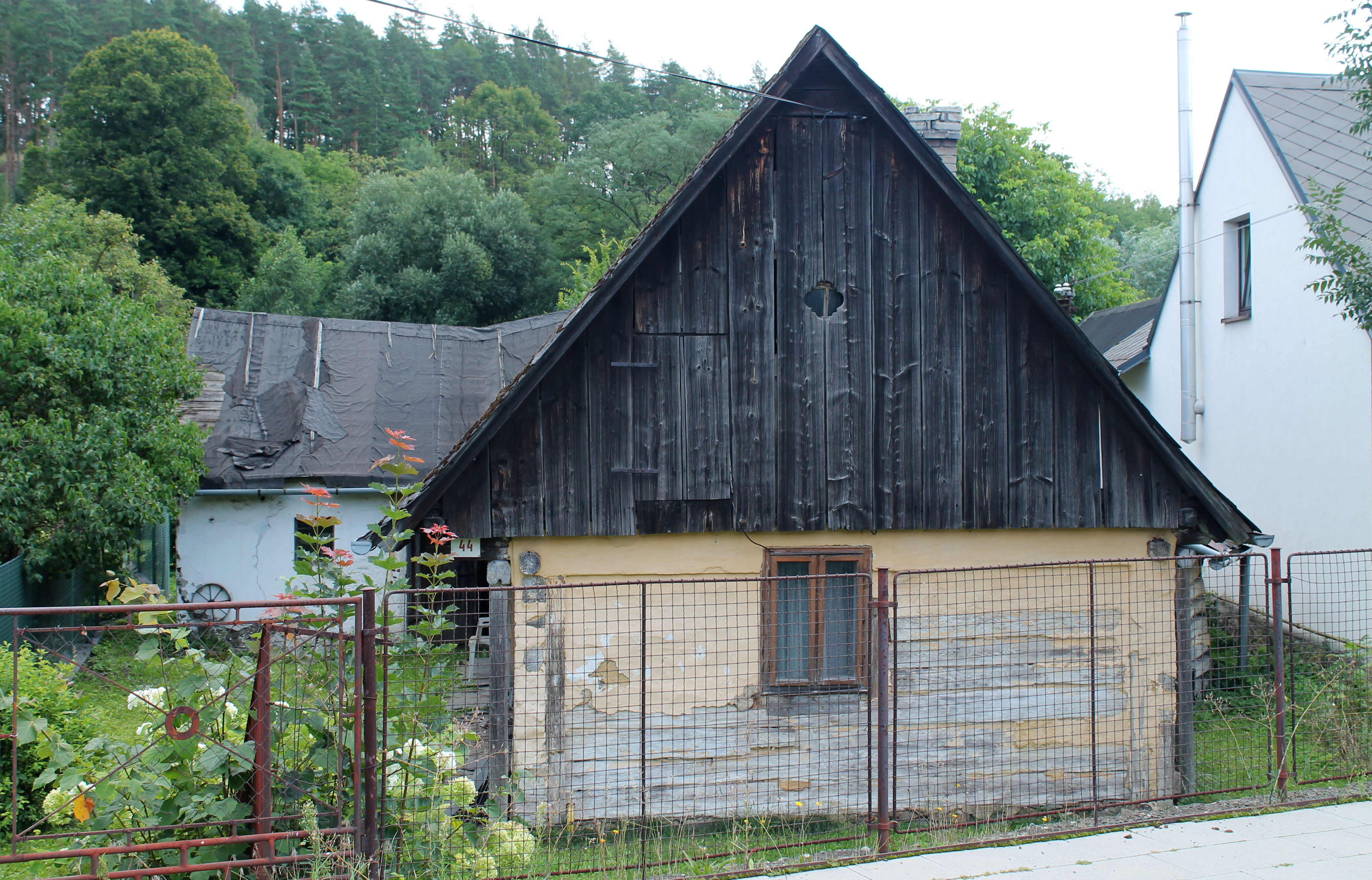
Roubený dům čp. 44